# Christine Sixteen
Christine Sixteen je píseň americké rockové skupiny Kiss vydaná na albu Love Gun. Píseň napsal zpěvák a baskytarista Gene Simmons. Song vypráví o starším muži a 16leté Christine.Kvůli dvojsmyslným textům se rádia zdráhala píseň zařadit do svých play listů. I tak se dostala na 25. místo v Billboard Hot 100 a v Kanadě na 22. místo.

## Další výskyt
„Christine Sixteen“ se objevila na následujících albech Kiss:
- Love Gun - originální studiová verze
- Alive II - koncertní verze
- The Very Best of Kiss - studiová verze
- Gold - studiová verze
- The Box Set -
- The Best of Kiss, Volume 1: The Millennium Collection - studiová verze
- Ikons -
- Kiss 40 -

## Umístění
| Země (1977)          | Umístění |
| -------------------- | -------- |
| Austrálie            | 99       |
| Kanada               | 22       |
| Německo              | 46       |
| US Billboard Hot 100 | 25       |
| US Cash Box Top 100  | 20       |

| Hitparáda (1977)       | Umístění |
| ---------------------- | -------- |
| Kanada                 | 164      |
| U.S. Billboard Hot 100 | 155      |

## Sestava
- Paul Stanley – zpěv, rytmická kytara
- Gene Simmons – zpěv, basová kytara
- Ace Frehley – sólová kytara, basová kytara
- Peter Criss – zpěv, bicí, perkuse